# Rezerwat przyrody Novodvorský močál
Rezerwat przyrody Novodvorský močál (cz. Přírodní rezervace Novodvorský močál) – rezerwat przyrody w Czechach, w kraju morawsko-śląskim, w powiecie Frydek-Mistek, na granicy Frydka-Mistka i Dobrej. Powstał w 2001 i obejmuje 2,7 ha powierzchni, na wysokości 318–322 m n.p.m.
Ochronie na terenie rezerwatu podlega koryto jednego z dopływów Morawki, wraz z przylegającymi podmokłymi terasami i rosnąca na nich roślinnością (jesion, dąb szypułkowy, świerk, wiąz górski, turzyca drżączkowata, skrzyp leśny, rzeżucha gorzka, żywiec gruczołowaty, czermień błotna, kukułka szerokolistna, bobrek trójlistkowy). W rzece rozmnażają się żaby trawne i traszki górski, obserwowane są również wydry.